# Uskolisni rogoz
Uskolisni rogoz (lat. Typha angustifolia), vodena trajnica iz porodice rogozovki. Vrsta je rogoza smještena u tribus Typheae,  raširena po velikim predjelima Euroazije i Sjeverne Amerike. Raste i u Hrvatskoj gdje je vernakularno poznata kao ševar, kućina i pavir.

## Vanjske poveznice
- T. angustifolia
- T. angustifolia
- T. angustifolia